# Septembre 1891

## Événements
- 11 septembre (Palestine) : établissement de la Jewish Colonization Association (ICA), fondée par le baron Maurice de Hirsch. Elle se charge de l’organisation de la colonisation, qui prend un caractère nationaliste, et évoque la création d’un foyer national juif.

- 30 septembre, France : le général Boulanger se suicide sur la tombe de sa maitresse.

## Naissances
- 7 septembre : François Vibert, acteur de théâtre et de cinéma († 23 mai 1978).
- 10 septembre : Raymond Abescat, militaire français († 25 août 2001).
- 13 septembre : Sisowath Vatchayavong, premier ministre cambodgien († 30 janvier 1972).
- 25 septembre : Honoré Barthélémy, coureur cycliste français († 2 mai 1964).

## Décès
- 9 septembre : Jules Grévy, ancien Président de la République française (° 1807).
- 10 septembre : Georges Boulanger, général et homme politique français (° 1837).
- 20 septembre : Narcisse Berchère, peintre et graveur français (° 11 septembre 1819).
- 21 septembre : Cayetano Sanz, matador espagnol (° 7 août 1821).
- 30 septembre : Adam-Charles-Gustave Desmazures, religieux et écrivain.